# Alcázar de Alcántara

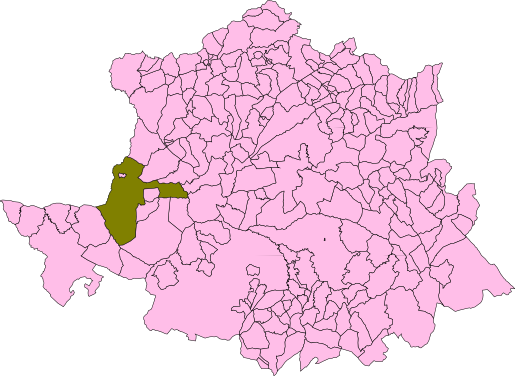
Localización del término municipal de Alcántara en la provincia de Cáceres.

El Alcázar de Alcántara está ubicado en la localidad de Alcántara, en la provincia española de Cáceres. Se conservan restos en el actual Convento de San Benito. 

## Historia
El núcleo primitivo de Alcántara se formó cuando el emperador Trajano construyó entre 204 y 206 el famoso  puente sobre el río Tajo. El nombre de la población proviene de la época de la invasión musulmana en la Edad Media, ya que "al-Qantarat" ( القنطرة) significa "El puente" en árabe. El valor estratégico que el puente dio a la zona fue el motivo por el cual los romanos construyeran una fortificación que tenía un alcázar y una muralla defensiva. El geógrafo árabe Ibn Hawqal citó por primera vez Alcántara en el siglo X reinando Abderramán  III, por lo cual se supone que en esta época ya se había construido el primer recinto amurallado.
En el año 1213 el rey Alfonso IX conquistó el alcázar, que lo donó a la Orden de Calatrava un año después. Cuatro años más tarde la donó a la Orden de San Julián del Pereiro debido a la renuncia a la posesión que hizo la Orden de Calatrava ya que esta ubicación se encontraba muy lejos de las zonas que estaban bajo su dominio. A partir de 1218 la «Orden de Pereiro» trasladó al alcázar su casa principal y en ese momento empezó a llamarse Orden de Alcántara.
La Orden de Alcántara fue modificando el alcázar para aumentar sus defensas, obra que culminó entre los  siglos XV y  XVI y quedó constituida como una gran fortaleza de la que se conservan pocos restos. Los que todavía son visibles están en el  Convento de San Benito de esta población.
Debido a su ubicación fronteriza con Portugal, la localidad de Alcántara se vio envuelta en diversos encuentros bélicos con las fuerzas portuguesas, que en una ocasión llegó a tomarla, por lo que se tuvieron que realizar bastantes modificaciones encaminadas a defenderse contra el fuego de artillería. Por esta misma razón se construyó una muralla  abaluartada de la que aún quedan bastantes de ellos. También se adaptó a la defensa mediante fuego de  fusilería en la zona opuesta a la que se encuentran los baluartes.

## Estado de conservación
Los restos que se conservan están dentro del Convento de San Benito y permanecen en muy buen estado ya que la propiedad del convento es la compañía Iberdrola y que destina este lugar a usos culturales, turísticos y realización de eventos.